# Kotešová
Kotešová est un village de Slovaquie situé dans la région de Žilina.

## Histoire
Première mention écrite du village en 1243.

## Démographie

### Évolution de la population
| Année:               | 1994. | 2004.   | 2014.   | 2024.    |
| -------------------- | ----- | ------- | ------- | -------- |
| Nombre de personnes: | 1769  | 1895    | 1974    | 2330     |
| Différence:          |       | +7,12 % | +4,16 % | +18,03 % |

| Année:               | 2023. | 2024.   |
| -------------------- | ----- | ------- |
| Nombre de personnes: | 2298  | 2330    |
| Différence:          |       | +1,39 % |